# Contea di Burleson
La contea di Burleson (in inglese Burleson County) è una contea dello Stato del Texas, negli Stati Uniti. La popolazione al censimento del 2000 era di 17 187 abitanti. Il capoluogo di contea è Caldwell. Il nome della contea deriva da Edward Burleson, politico e generale statunitense, vicepresidente del Texas, che ha partecipato, tra gli altri conflitti, alla Guerra anglo-americana e a quella per l'Indipendenza del Texas.
Il rappresentante attuale della Contea di Burleson è Leighton Schubert, repubblicano.

## Geografia fisica
| Anno | Popolazione | ±%     |
| ---- | ----------- | ------ |
| 1850 | 1,713       |        |
| 1860 | 5,683       | 231.8% |
| 1870 | 8,072       | 42.0%  |
| 1880 | 9,243       | 14.5%  |
| 1890 | 13,001      | 40.7%  |
| 1900 | 18,367      | 41.3%  |
| 1910 | 18,687      | 1.7%   |
| 1920 | 16,855      | −9.8%  |
| 1930 | 19,848      | 17.8%  |
| 1940 | 18,334      | −7.6%  |
| 1950 | 13,000      | −29.1% |
| 1960 | 11,177      | −14.0% |
| 1970 | 9,999       | −10.5% |
| 1980 | 12,313      | 23.1%  |
| 1990 | 13,625      | 10.7%  |
| 2000 | 16,470      | 20.9%  |
| 2010 | 17,187      | 4.4%   |

Secondo l'Ufficio del censimento degli Stati Uniti d'America la contea ha un'area totale di 677 miglia quadrate (1750 km²), di cui 659 miglia quadrate (1710 km²) sono terra, mentre 18 miglia quadrate (47 km², corrispondenti al 2,6% del territorio) sono costituiti dall'acqua.

### Strade principali
- State Highway 21
- State Highway 36

### Contee adiacenti
- Robertson County (nord)
- Brazos County (nord-est)
- Washington County (sud-est)
- Lee County (sud-ovest)
- Milam County (nord-ovest)

## Comunità
- Birch
- Caldwell (capoluogo)
- Chriesman
- Clay
- Cooks Point
- Davidson
- Deanville
- Frenstat
- Goodwill
- Gus
- Harmony
- Hix
- Hogg
- Lyons
- Merle
- New Tabor
- Rita
- Scofield
- Snook
- Somerville
- Tunis
- Wilcox